# Zoo de Chapultepec
Le Zoo de Chapultepec est un parc zoologique mexicain situé dans la délégation Miguel Hidalgo de la capitale, Mexico, au sein du parc de Chapultepec. Il a été fondé le 6 juillet 1923 par le biologiste mexicain Alfonso Luis Herrera (es) à l'aide de dons de citoyens et de fonds publics du ministère de l'Agriculture et du Développement et de la Société des Études Biologiques.
Il est le plus fréquenté des différents zoos que compte la ville de Mexico. Le zoo est en effet plutôt populaire, après ses travaux de rénovation entrepris en 1992, les estimations de sa fréquentation oscillent entre 5,5 et 8 millions de visiteurs par an[réf. nécessaire], qui viennent voir sa grande collection de près de 2 000 animaux de plus de 200 espèces. C'est le deuxième plus grand zoo du pays, après le Zoo de Guadalajara, situé dans l'État de Jalisco.
Il dépend du Secrétariat à l'Environnement de la Ville de Mexico (es) (direction générale des parcs zoologiques et de la vie sauvage), tout comme les deux autres zoos de la ville, le Zoo de San Juan de Aragón (es) et le Zoo Los Coyotes (es).

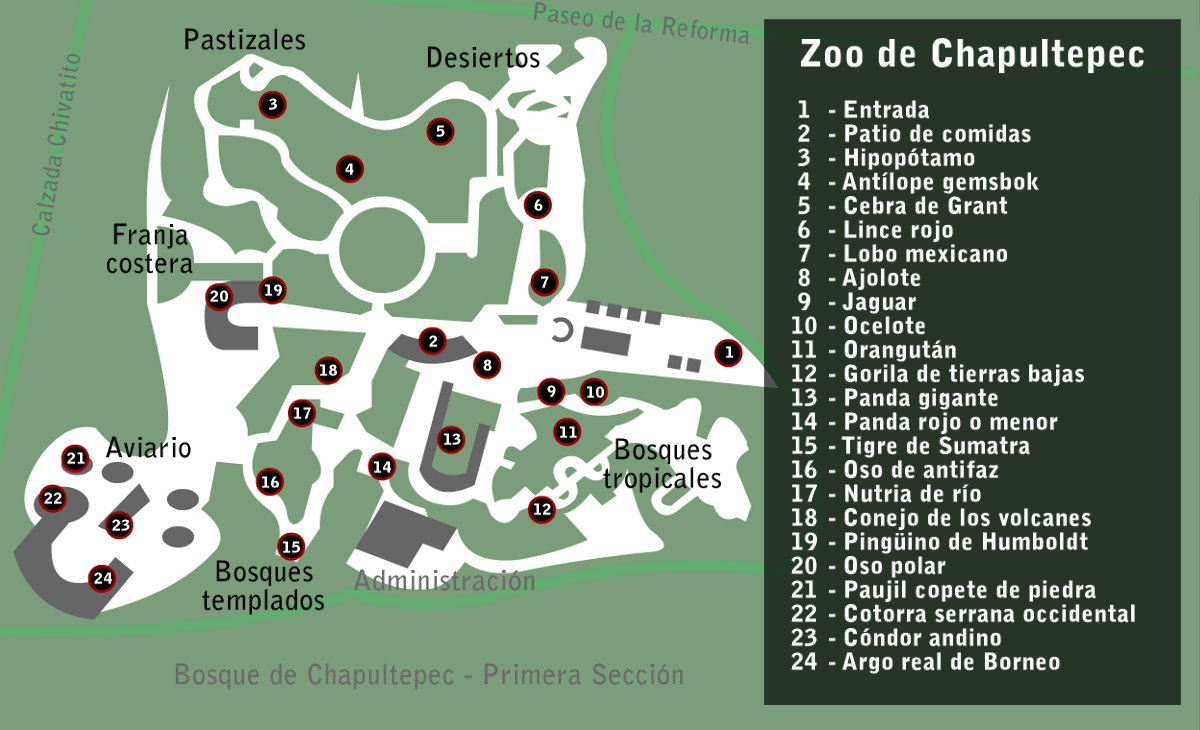
Plan du Zoo de Chapultepec.

## Historique
Le zoo ouvre en 1924. Le biologiste Alfonso L. Herrera, fondateur du Zoo de Chapultepec, souhaite alors recréer le célèbre zoo et la volière de Moctezuma II, souverain de Mexico-Tenochtitlan du XVIè siècle. Il souhaite exposer les espèces indigènes au regard des Mexicains, ainsi que d'autres espèces du reste du monde. Le projet prévoit une collection comprenant des mammifères, des oiseaux des reptiles et un aquarium.
Après plusieurs visites aux États-unis, Herrera obtient les premiers animaux du zoo, trois lionceaux et deux bisons d'Amérique. Les animaux indigènes proviennent de différents États mexicains, comme ceux de Sonora, de Veracruz et de Campeche, tandis que d'autres animaux sont échangés avec des pays comme l'Inde, la France, le Pérou et le Brésil. Cette première collection ainsi constituée se compose de 243 animaux.
Entre 1950 et 1960, le zoo a pour seul objectif d'être un lieu de loisirs présentant plusieurs espèces animales. Ernesto P. Uruchurtu, maire de la ville au cours de cette décennie, donne un nouvel élan au zoo, en acquérant de nouvelles espèces et en rénovant l'ensemble de la collection. Certains des animaux qui ont été acquis à l'époque sont encore présents dans la collection, plus d'un demi-siècle plus tard.
Le zoo a reçu un couple de pandas géants en septembre 1975, don de la République populaire de Chine. Depuis lors, huit pandas géants sont nés au Zoo de Chapultepec, en faisant ainsi la première institution hors de Chine où la reproduction en captivité de cette espèce a été couronnée de succès.
Entre le 24 juin 1992 et le 1er août 1994, le Zoo a été entièrement rénové selon le projet "Rescate ecológico del zoológico de Chapultepec". Un groupe multidisciplinaire incluant des experts de divers domaines, tels que des designeurs, des ingénieurs, des biologistes et des vétérinaires, y a travaillé en cherchant à remplir les quatre grands objectifs d'un zoo moderne, c'est-à-dire, les loisirs, l'éducation, la recherche scientifique et la conservation de la nature. Pendant plus de soixante-dix ans, la présentation des espèces se faisait selon les groupes taxonomiques : primates, félins, canidés, herbivores, oiseaux, reptiles, etc. Le concept a changé pour refléter le fait que les animaux vivent ensemble dans la nature, formant des écosystèmes, et ils sont donc maintenant regroupés par zones bioclimatiques en fonction de leur habitat naturel. Il y a ainsi quatre climats : froid et humide (forêts tempérées et côtières), froid et sec (prairies), chaud et humide (forêt tropicale), et chaud et sec (zones arides et de la savane). Le Mexique présente ces quatre types de climat, et au début de chaque installation, les animaux natifs du pays correspondants sont présentés.
Le Zoo de Chapultepec présente de nombreuses espèces indigènes menacées comme le lapin des volcans, le loup gris mexicain, le jaguar, la conure à gros bec, le dindon ocellé, l'axolotl et la mygale Brachypelma smithi.
Le Zoo de Chapultepec est impliqué dans divers projets de conservation. Il comprend depuis 1998, un laboratoire de physiologie de la reproduction. La collaboration avec les institutions nationales et internationales fait partie du travail du zoo pour la conservation de la faune.

## Installations et faune présentée

### Pandas géants

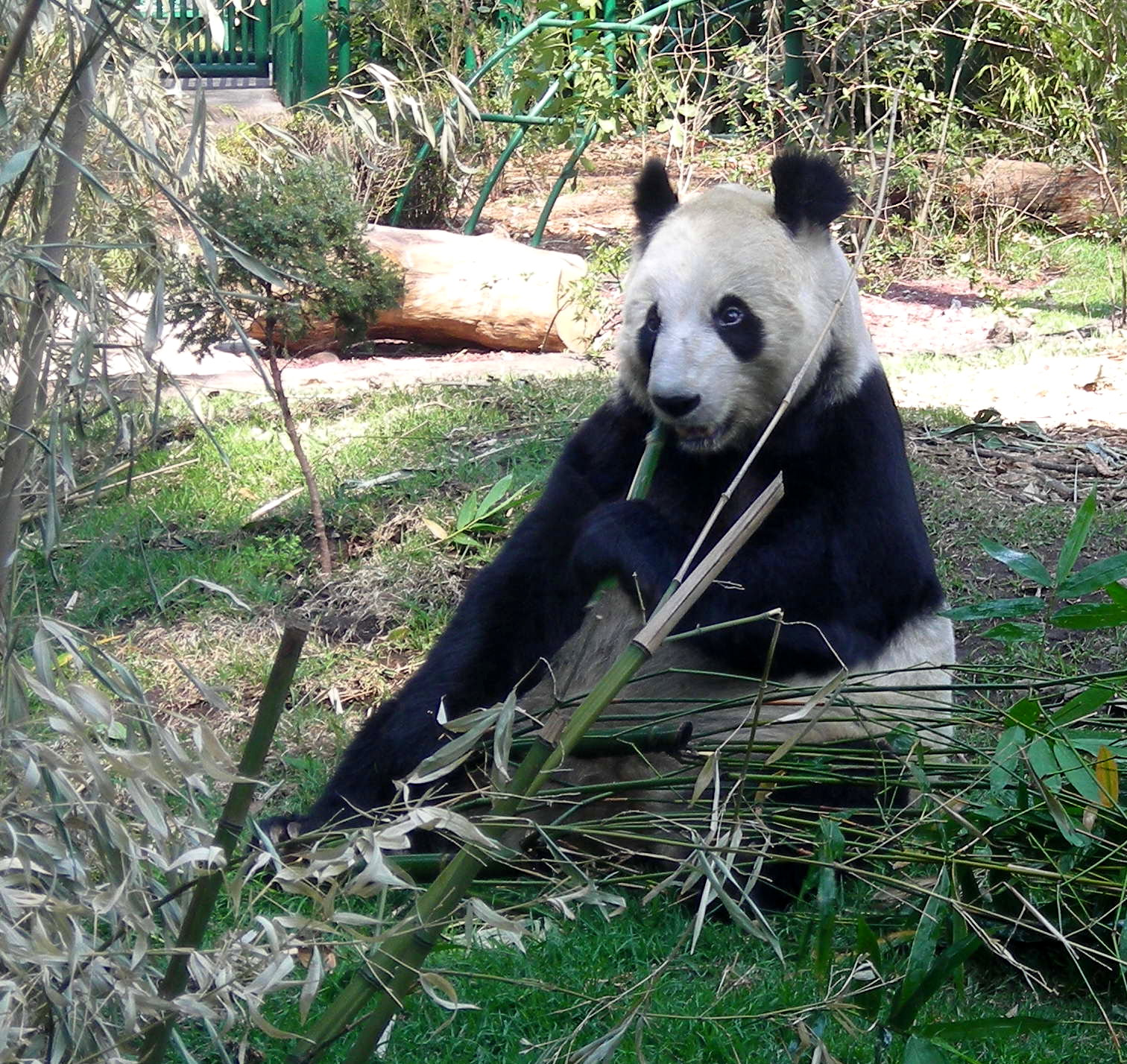
L'un des pandas vivant actuellement au zoo.

Le zoo est surtout célèbre pour sa réussite dans l'élevage des pandas géants. En 1980, il est devenu la première institution hors de Chine à faire se reproduire avec succès l'espèce en captivité. Au total, il y a eu huit naissances. Le plus célèbre panda y ayant vécu est Tohui. Actuellement, deux femelles y vivent : Shuan Shuan et Xin Xin.
Les pandas géants présentés à Chapultepec sont particuliers dans le fait qu'ils n'appartiennent pas à la Chine, contrairement à ceux des autres zoos dans le monde. Le couple originel a été donné au Mexique et les pandas suivants sont tous nés avant le changement dans la politique de la diplomatie du panda, passant du don au prêt. Le Zoo est également parvenu à un accord avec la Chine stipulant que toute nouvelle progéniture née à Chapultepec appartiendra à la Chine, mais que cependant, ces pandas seront autorisés à rester au zoo (contrairement aux autres institutions, où les descendants doivent être retournés à la Chine après avoir atteint l'âge de cinq ans).
Les pandas qui ont résidé au Zoo de Chapultepec sont :
- Pe Pe et Ying Ying sont le premier couple donné au Zoo par le gouvernement chinois en septembre 1975. Ils ont eu 7 petits. Pe Pe est décédé le 20 juillet 1988. Ying Ying est décédée le 29 janvier 1989.
- Xen Li est né en août 1980, premier panda né en captivité hors de Chine. Elle est décédée après seulement 8 jours, lorsque sa mère a roulé sur elle dans son sommeil.
- Tohui est née le 21 juillet 1981. Elle est devenue une "star", ayant même sa propre chanson, El Pequeño Panda de Chapultepec (Le Petit Panda de Chapultepec) de la chanteuse mexicaine Yuri. Elle est décédée le 16 novembre 1993.
- Liang Liang est né le 22 juin 1983. Il est décédé le 23 mai 1999[2].
- Xiu Hua est né dans le Zoo, le 25 juin 1985, ses parents étaient Ying Ying et Pe Pe. Elle est décédée le 27 avril 2013.
- le jumeau de Xiu Hua, un mâle, décédé peu après sa naissance, le 27 juin 1985.
- Ping Ping a été le sixième à être né au Zoo, le 15 juin 1987. Il est décédé peu de temps après, le 18 juin 1987.
- Shuan Shuan est né dans le Zoo le 15 juin 1987. Shuan Shuan a été prêté au Zoo de Guadalajara du 8 juillet 2010 au 18 janvier 2011.
- Xin Xin ("espoir" en chinois), conçu par saillie naturelle, est né au Zoo le 1er juillet 1990. Sa mère est Tohui et son père est Chia Chia, qui a été prêté par le Zoo de Londres.

En mai 2011, le gouvernement de la Ville de Mexico annonce que les trois femelles du zoo seraient inséminées à l'aide de sperme obtenu à partir de pandas chinois.